# Xã West Lebanon, Quận Lebanon, Pennsylvania
Xã West Lebanon (tiếng Anh: West Lebanon Township) là một xã thuộc quận Lebanon, tiểu bang Pennsylvania, Hoa Kỳ. Năm 2010, dân số của xã này là 781 người.